# جونزو اینوهارا
جونزو اینوهارا (انگلیسی: Junzo Inohara؛ زادهٔ ۳۱ ژانویهٔ ۱۹۱۰ - درگذشته نامشخص) بازیکن هاکی روی چمن اهل ژاپن بود.